# 風吹逸見
風吹 逸見（ふぶき いつみ、1976年4月30日 - ）は、日本の元AV女優。
出身地:北海道。身長:165cm。スリーサイズ:B85(C)・W63・H89cm。

## 略歴・人物
2007年6月に30歳にしてAVデビューした熟女系AV女優である。

## 出演作品

### アダルトビデオ
- DRESS & GUARANA 年齢30歳!!欲求不満な艶女の淫乱セックス!!（2007年6月13日、MOODYZ） ※デビュー作
- DRESS & GUARANA 年齢30歳艶女!!酒池肉林3Pと拘束オモチャ責めFUCK!!（2007年7月13日、MOODYZ）
- 美肉姦淫奴隷（2007年8月13日、MOODYZ）
- 非日常的悶絶遊戯 第六十七章 スタイルの良い美人美容師、逸見の場合（2007年9月1日、AVS）
- 気品溢れる淑女の淫乱セックス（2007年9月1日、ANIMALIJO）
- 超高級 美人妻中出しソープ（2007年9月30日、ネクストイレブン）共演:一条梨乃
- バイブ白書M 〜極上な美熟女自慰列伝〜（2007年10月1日、AVS）
- 若妻の匂い 129（2007年10月8日、光夜蝶） ※「奈津恵」名義
- 美人団地妻の生中出し 2（2007年11月20日、ネクストイレブン）他出演:松本亜璃沙、酒井ちなみ
- 美熟女の素顔（2007年12月13日、溜池ゴロー）
- シングルマザー（2008年2月5日、小林興業）共演:しほり
- 中出しされた若女将（2008年3月25日、フラットコーポレーション）共演:艶堂しほり